# موجوکرتو
موجوکرتو (اندونزیایی: Mojokerto) شهری در استان جاوه شرقی کشور اندونزی است. جمعیت این شهر بر اساس سرشماری سال ۱۹۹۰ میلادی، ۹۶٫۶۲۶ نفر و بر اساس سرشماری سال ۲۰۰۰ میلادی، ۱۰۷٫۶۹۷ بوده که در سال ۲۰۰۷ میلادی به ۱۱۴٫۲۹۵ نفر افزایش یافته‌است.